# Лориенская сага
Лориенская сага (англ. Lorien Legacies) – серия книг жанра «мягкой» научной фантастики для подростковой аудитории, написанная американскими писателями Джеймсом Фреем и Джоби Хьюзом под творческим псевдонимом Питтакус Лор. После выхода второй книги серии проект покинул Джоби Хьюз. Серия начиная с первой части выходила в издательстве HarperCollins
«Я – Четвёртый» («I Am Number Four», 2010) – первая книга саги, за ней следует «Сила Шестой» («The Power of Six», 2011), а затем «Восстание девяти» («The Rise of Nine», 2012),  далее идет «Падение Пятого» («The Fall of Five», 2013), после «Месть Седьмой» («The Revenge of Seven», 2014). Шестая книга серии – Судьба Десятой («The Fate of Ten», 2015). Седьмая книга United As One -     
"Сила Единства" выпущена 28 июня 2016.

## Сюжет

### Я — Четвёртый
Книга повествует об истории Джона Смита, 15-летнего подростка с планеты Лориен, который обладает сверхчеловеческими способностями, "наследиями", и о его судьбе после того, как он и его наставник Генри прилетели на Землю. Роман семь недель продержался под номером 1 на The New York Times bestseller list в разделе «Лучшие детско-юношеские бестселлеры» и был экранизирован компанией DreamWorks Pictures в 2011.

### Сила шести
Книга имеет линейно-параллельный сюжет. Она написана от лица двух персонажей, членов лориенской Гвардии – Джона Смита, номера Четыре, который скрывается в бегах вместе с Шестой, Сэмом и псом Берни Косаром (или Хедли, лориенской химерой) и Марины, номера Семь, которая живёт в Испании в женском монастыре Санта-Терезы. Марина натыкается в интернете на новости о Джоне Смите и необычных инцидентах, связанных с ним, и, поняв, что он один из них, решает его найти. Но всё осложняется тем, что Аделина, её Чепан, не желает ей помогать, отрицая существование Лориен и говоря, что это выдумка. Марина не собирается с этим мириться и продумывает план побега из монастыря. По ходу книги у Марины развивается несколько Наследий: телекинез, дыхание под водой, способность заживлять даже самые тяжёлые раны и ночное зрение. В монастыре у неё нет друзей, единственным её приятелем является Гектор Рикардо, сорокалетний мужчина с сердцем рыцаря, но любитель выпить. Позднее в монастыре появляется восьмилетняя девочка Элла и становится Марине другом. Однажды, сидя с Гектором в кафе, Марина замечает подозрительного мужчину, неотрывно глядящего на неё. Марина решает, что это могадорец и в страхе выбегает из кафе. Позднее окажется, что того мужчину зовут Крейтон, он наставник Эллы, которая оказывается номером Десять, которого по идее не существует. Элла с Крейтоном прилетели на Землю на другом корабле, о котором никто ничего не знал. Элле на самом деле двенадцать, она тоже обладает Наследием – способностью изменять свой возраст.
Тем временем Джон Смит, Шестая, Сэм и Берни Косар переезжают с места на место в поисках остальных Гвардейцев. Попутно они тренируются, развивая свои навыки и способности. Джону очень не хватает Генри, и он сильно скучает по Саре, хотя неожиданно для себя понимает, что ему начинает безумно нравиться Шестая. Сэм тоже влюблён в Шестую, но молчит о своих чувствах.
Джон читает письмо Генри, там сказано, что отец Сэма, возможно, правда был похищен могадорцами, и если Джону, Шестой и остальным Гвардейцам удастся выжить в битве и достичь зрелости, то они обретут такую силу, которую раньше не знала Лориен. Однажды, когда Джон оказывается в Огайо, он решает ослушаться приказа Шестой не высовываться и навещает Сару. Та ревнует его к Шестой и со злости незаметно вызывает полицию, которая хватает Джона и Сэма и упекает обоих за решётку. Джон не может поверить в предательство Сары, его сердце разбито. Поимка Джона навела на него могадорцев, и те устраивают схватку в тюрьме. Джону и Сэму удаётся ускользнуть, но могадорцы забирают Ларец Джона. Встретившись с Шестой, Джон и Сэм решают разделиться с ней на время, чтобы вернуть Ларец, пока Шестая отправится в Испанию на помощь другим Номерам. Они договариваются встретиться через две недели в назначенном месте.
Шестая приезжает в Испанию прямо в разгар битвы с могадорцами и выручает Марину, Эллу и Крейтона. Гектор Риккардо погибает в битве. Марина благодарит Шестую за оказанную поддержку и восхищается её силой. Все вместе идут на встречу с Джоном Смитом.
Отправившись на поиски Ларца, Джон и Сэм допускают ошибку, и оказываются в огромной горе-пещере могадорцев. Джон неожиданно обнаруживает там запертого в темнице номера Девять, который обладает мощным Наследием – антигравитацией, и им удаётся выйти из пещеры вместе с Ларцами, но Сэм остаётся у могадорцев. Джон, Девятый и Берни Косар отправляются на встречу с Шестой. Джон обещает себе вернуться за Сэмом, чего бы это ему не стоило.

### The Rise of Nine («Расцвет Девятого» в народном переводе)
Книга вышла 21 августа 2012 г. в Великобритании и 21 августа 2012 г. в США. В 2015 была издана на русском языке. Повествование идёт от лица трёх героев:  Джона Смита, Шестой и Марины в зависимости от разных глав. В этой части часть Гвардейцев (Шестая, Марина (Седьмая) и Элла (Десятая) с Крейтоном (Чепан Десятой)) отправляется на поиски Восьмого Гвардейца, по слухам находящегося в Индии. Джон Смит (Четвёртый) и Девятый путешествуют по США. Джон желает во что бы то ни стало вызволить из плена Сэма Гуда, своего друга-землянина, а Девятый не даёт ему этого сделать, так как Джон ещё не отошёл от последствий воздействия на него голубого защитного поля около базы могадорцев, на которое он бросился в конце «Силы шести».
Шестая, Марина и Элла находят Восьмого, который укрывается в горах Индии. Его защищает местные военные, видящие в нём земное воплощение бога Вишну. Восьмой владеет Наследиями: телекинез, оборотничество и телепортация. Он устраивает девушкам испытание, чтобы они доказали свои лориенские способности, и сражается с ними в озере. В этой книге рассказывается о пророчестве насчёт всей войны Лориена и Могадора, а так же о судьбе Восьмого. Он якобы должен погибнуть. В самом конце книги все Гвардейцы, кроме Номера Пять, воссоединятся для борьбы против могадорцев и встретятся с их предводителем Сетракусом Ра. Так же раскроется заговор правительства США и могадорцев. А Джон узнаёт правду о Саре и её предательстве.

### The Fall of Five («Падение Пятого» в народном переводе)
Четвёртый роман серии повествует о воссоединившихся Гвардейцах, которым не хватает опыта для борьбы с могадорцами.
 
Повествование ведётся от лица Джона (Четвёртого), Марины (Седьмой) и Сэма Гуда.
 
Джон Смит (Четвёртый) ошибся в своих предположениях о том, что же будет, когда лориенская Гвардия соберётся вместе. Гвардейцы не перестают скрываться. После встречи с командиром могадорцев Сетракусом Ра, которая доказала небоеспособность группы, её члены понимают, что они совершенно не подготовлены к открытому противостоянию. Молодые люди прячутся в пентхаусе Девятого в Чикаго, пытаясь продумать свой следующий шаг.
Вместе они сильны, но не настолько, чтобы бороться с целой армией. Чтобы победить врага, Гвардия должна полностью овладеть своими Наследиями и научиться работать одной командой. Более того, им придётся узнать правду о Старейшинах и об их плане на оставшихся в живых лориенцев. И, когда Гвардия получает знак от Номера Пять, – круги на полях в виде лориенских символов, – они понимают насколько близки к воссоединению. Но существует вероятность попасть в ловушку, время уходит, и единственное, что они знают наверняка – они должны добраться до Номера Пять, пока не стало поздно.

### The Revenge of Seven ("Месть Седьмой" в народном переводе)
Поступила в продажу 26 августа 2014  года. Перевод на русский язык подготавливается группой энтузиастов Вконтакте

Аннотация:
Казалось бы, все самое худшее должно было закончиться. Мы воссоединились после десяти лет разлуки. Узнали правду о нашем прошлом. Мы тренировались и с каждым днем становились сильнее. Мы даже были счастливы…
Мы никогда не думали, что могадорцы могут превратить одного из нас в нашего же врага. Какими же мы были дураками, доверяя Пятому. И теперь Восьмой потерян навсегда. Я сделала бы что угодно, чтобы вернуть его, но это невозможно. Вместо этого, я сделаю все возможное, чтобы уничтожить всех их до единого.
Я провела всю жизнь, прячась от них, и они украли у меня все. Но это время подошло к концу. Мы вступим с ними в бой. У нас есть новый союзник, который знает их слабые стороны. И я, наконец, достаточно сильна, чтобы сопротивляться.
Они поймали Первую в Малайзии.
Вторую в Англии.
Третьего в Кении.
И Восьмого во Флориде.
Я – Седьмая. И я заставлю их заплатить.
Гвардия понесла невосполнимую потерю. Пятый предал их. Восьмой ушёл навсегда. Элла была похищена. Остальные разделены.
В Чикаго Джон заполучает неожиданного союзника: Адама, могадорца, который отвернулся от своего народа. У него есть бесценная информация о технологиях могов, боевых стратегиях и слабых местах. Самое главное, он знает, где по ним ударить: по основной базе в вблизи Вашингтона, штат Колумбия. Однако в ходе штурма Джон и Адам узнают немыслимую правду – уже слишком поздно. Могадорцы уже приступили к своим окончательным планам по вторжению.
Находясь в первых рядах готовящегося вторжения, Элла обнаруживает себя в руках врага. По некоторым причинам им ценнее оставить её в живых, и они не остановятся не перед чем, чтобы переманить её на свою сторону.
В это время Шестая, Девятый и Марина пробираются через парк Эверглейдс во Флориде, ступая по горячим следам Пятого. С развитием нового наследия Марина, наконец, может драться и дать отпор, если жажда мести не успеет поглотить её.
Гвардия разбита и снова разделена, но они не повержены. Пока, хотя бы один будет продолжать бороться, битва за спасение Земли не проиграна.

## Главные герои
- Джон Смит / Четвёртый – рассказчик первой книги, а также половины второй, трети третьей и четвёртой. Номер Четыре лориенской Гвардии.
- Шестая – рассказчик половины третьей книги. Номер Шесть лориенской Гвардии. Во второй книге объединяется с Джоном и везде сопровождает его в пути. Становится его вторым романтическим интересом.
- Сара Харт – человек, девушка Джона из Парадайза, его первая любовь. Похищена Сетракусом Ра во второй книге, вызволена из плена в третьей.
- Генри / Брэндон – опекун Джона. Он погибает в первой книге во время битвы в школе Парадайз.
- Сэм Гуд – человек, лучший друг Джона и другой романтический интерес Шестой.
- Берни Косар – иначе, Хедли. Химера с Лориен, способная обретать форму любого животного. Послан на Землю, чтобы защищать Джона. Обычно имеет вид собаки породы бигль.
- Марина / Седьмая – рассказчик половины второй книги. Номер Семь лориенской Гвардии. В конце второй книги встречает Шестую.
- Аделина – Чепан Марины. Она погибает при битве в монастыре, защищая Марину от могадорца.
- Элла / Десятая – лучшая подруга Марины. Номер Десять лориенской Гвардии, способная изменять свой возраст.
- Крейтон – неофициальный Чепан Эллы (десятая была слишком маленькой, чтобы иметь официального Чепана). Погибает в третьей книге.
- Гектор Рикардо – единственный друг-человек Марины. Погибает в конце второй книги при битве у озера.
- Девятый – номер Девять лориенской Гвардии. Изначально похищен могадорцами и освобождён из плена Джоном Смитом в конце второй книги.
- Сетракус Ра – главный злодей картины (предводитель могадорцев).Во второй части предстал в облике Сары Харт, а потом Шестой.
- Восьмой – гвардеец, живущий в Индии. Появился в третьей части, согласно пророчеству должен был погибнуть, но Марина спасла его от Сетракуса Ра. Был убит Пятым в конце четвёртой книги. Номер Восемь лориенской Гвардии.
- Адамус — сын могадорского военачальника. Обладает наследием Первой, которая отдала его добровольно. Перешёл на сторону Гвардии. Рассказчик и главный герой в «Пропущенные материалы: Наследие Павших», а так же в «Пропущенные материалы: В поисках Сэма» и «Пропущенные материалы: Забытые».
- Пятый - гвардеец, воспитанный могадорцами и преданный Сетракусу Ра. Впервые появляется в четвёртой книге.

## Книги (порядок выхода книг)
1. Я-Четвертый («I Am Number Four», 2010), 
  1. Наследие Шестой,
2. Сила шести (Шестой) («The Power of Six», 2011), 
  1. Наследие Девятого,
  2. Наследия павших,
  3. История Восьмого,
3. Восстание Девятого («The Rise of Nine», 2012), 
  1. В поисках Сэма,
  2. Последние дни планеты Лориен,
  3. Забытые,
4. Падение Пятого («The Fall of Five», 2013), 
  1. Шрам ("The Scar")
  2. Наследие Пятого("Five's Legacy"),
  3. Возвращение в Парадайз("Return to Paradise"),
  4. Предательство Пятого ("Five's_Betrayal"),
5. Месть Седьмой («The Revenge of Seven», 2014), 
  1. Беглец ("The Fugitive"),
  2. Штурман("The Navigator"),
  3. Страж ("The Guard"),
6. Судьба десятой («The Fate of Ten», 2015), 
  1. Возрождение Наследий("Legacies Reborn"),
  2. Last Defense("Last Defense"),
  3. Hunt for the Garde("Hunt for The Garde"),
7. Сила Единства («United As One», 2016).

## Критика и киноадаптация
Обе книги имели большой успех и вошли в число бестселлеров по версии New York Times. «Сила шести» в основном получила положительные оценки (4, 14 из 5). Роман «Я – Четвёртый» 7 недель продержался под номером 1 на New York Times в разделе «Лучшие детско-юношеские бестселлеры».
Компания DreamWorks Pictures купила права на экранизацию романа «Я – Четвёртый» в июне 2009 года; дата релиза фильма была назначена на 18 февраля 2011 года. 
В главных ролях снялись: Алекс Петтифер (Джон Смит, номер Четыре), Дианна Агрон (Сара Харт), Тимоти Олифант (Генри) и Тереза Палмер (Шестая). 
Фильм получил в основном негативные отзывы критиков. Тем не менее, поклонники поддержали картину. Бюджет фильма составил 60 миллионов долларов, а сборы в мировом прокате составили 144 миллиона долларов.
На данный момент нет никаких планов на продолжение экранизации.

## Приквелы

### Я - Четвертый: Пропущенные материалы: Наследия
Сборник рассказов, вышедший из печати 24 июля 2012. Включает в себя:
- The Lost Files: Six's Legacy («Пропущенные материалы: Наследие Шестой»)
- The Lost Files: Nine's Legacy («Пропущенные материалы: Наследие Девятого»)
- The Lost Files: Fallen Legacies («Пропущенные материалы: Наследие Павших»)

### Я - Четвертый: Пропущенные материалы: Секретные истории
Сборник рассказов, вышедший из печати 23 июля 2013. Включает в себя:
- The Lost Files: The Search for Sam («Пропущенные материалы: В поисках Сэма»)
- The Lost Files: The Last Days of Lorien («Пропущенные материалы: Последние дни планеты Лориен»)
- The Lost Files: The Forgotten Ones («Пропущенные материалы: Забытые»)
- The Lost Files: Eight's Origin («Пропущенные материалы: История Восьмого»)

### Я - Четвертый: Пропущенные материалы: Скрытый враг
Сборник опубликованный 24 июля 2014:
- The Lost Files: Five's Legacy («Пропущенные материалы: Наследие Пятого»)
- «Пропущенные материалы: Предательство Пятого»
- «Пропущенные материалы: Возвращение в Парадайз»

### Я - Четвертый: Пропущенные материалы: Мятежные союзники
Книга объединяет три рассказа, вышедших 28 июля 2015:
- «Пропущенные материалы: Беглец»
- «Пропущенные материалы: Штурман»
- «Пропущенные материалы: Страж»